# Puccinellia maritima
Puccinellia maritima — вид трав'янистих рослин родини Тонконогові (Poaceae). Етимологія: лат. maritima — «морський».

## Опис
Багаторічник, як правило, з довгими столонами. Стебла прямовисні або стеляться 10–80 см завдовжки. Язичок 1–3 мм завдовжки. Листові пластинки шорсткі, довжиною 2–20 см; 1–3 мм шириною. Суцвіття — волоть лінійні або ланцетні або яйцеподібні, 3–25 см завдовжки, 0.4–8 см шириною. Колоски 5–13 мм, з 3–10 квітками. Пильовики 1.3–2.5 мм. Зернівки еліпсоїдні 2–3 мм завдовжки.

## Поширення
Північна Африка: Марокко, Канарські о-ви; Європа: держави Балтії, Північноєвропейська Росія, Бельгія, Німеччина, Нідерланди, Польща, Данія, Фарери, Велика Британія, Ірландія, Ісландія, Норвегія, Швеція, Італія, Франція, Португалія, Іспанія. Введений в Північну Америку (Гренландія, Канада, США). Населяє голий або напів-голий бруд на солончаках і лиманах, рідше солончаках і засолених ділянках всередині країни.

## Галерея

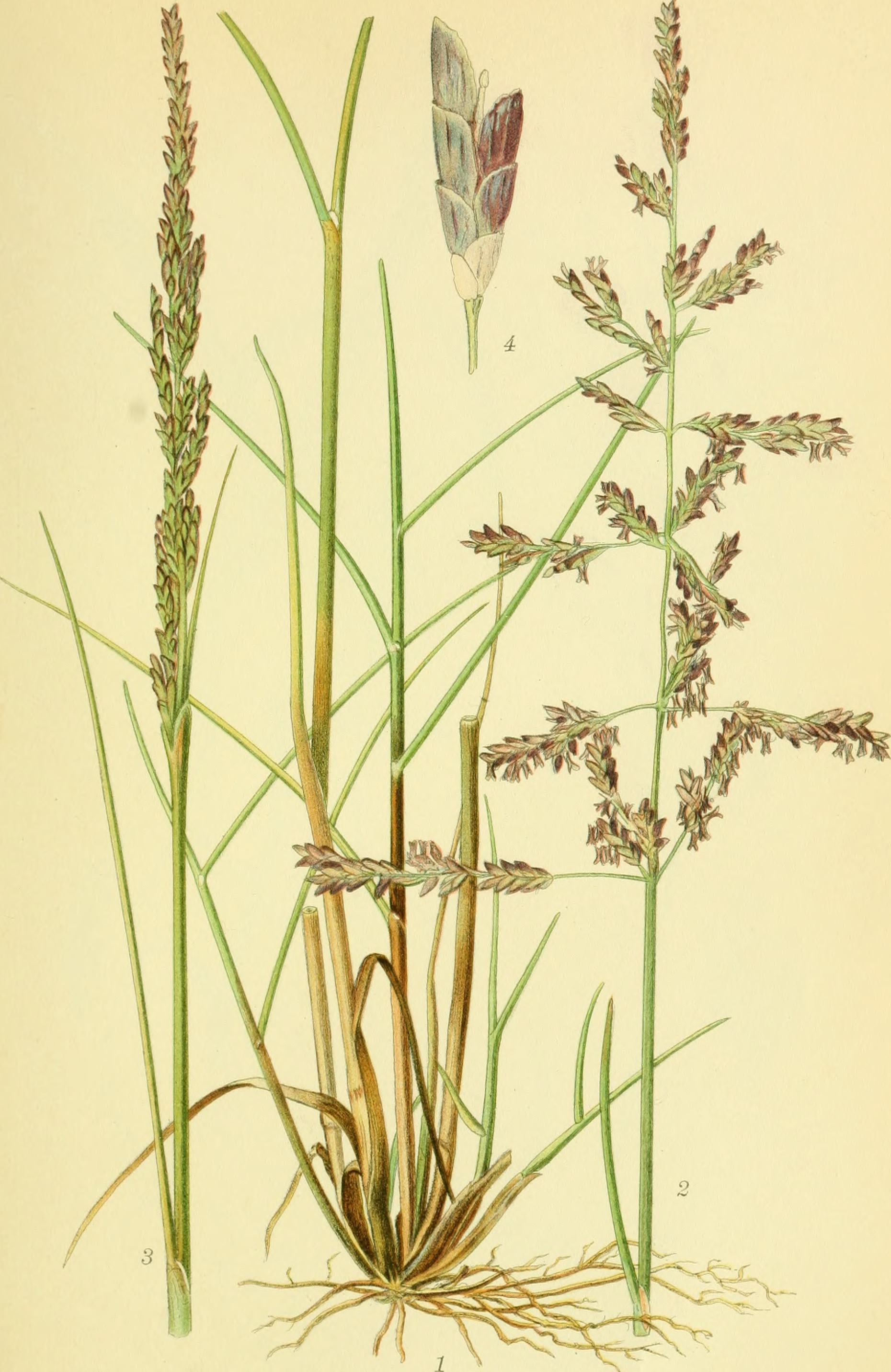